# Pramen Živá voda
Pramen Živá voda, nazýván též Pramen života, někdy studánka Živá voda, je volně přístupný vodní zdroj v katastrálním území Karlovy Vary v regionu Slavkovský les, Tepelská vrchovina.

## Historie

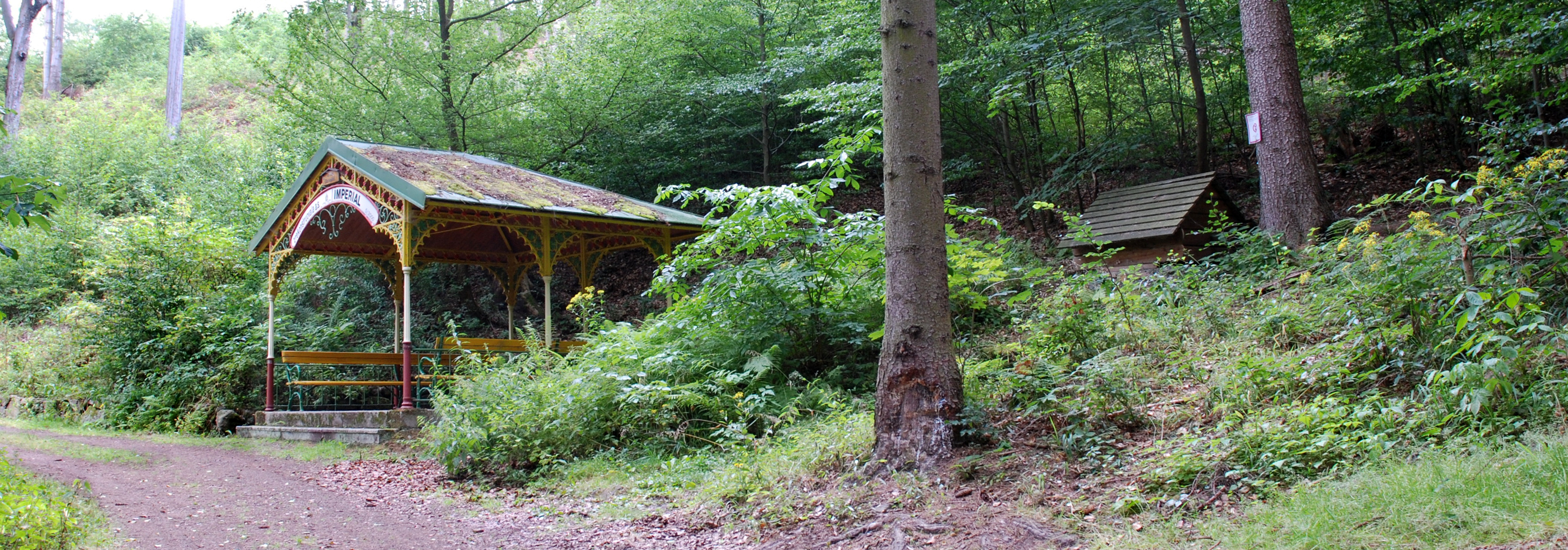
Studánka s altánem Básníků u Beethovenovy stezky

Tento zdroj pramenité vody byl v rámci projektu Páralpárty nově zpřístupněn veřejnosti v roce 2000. Stalo se tak v souvislosti s opravou poblíž stojícího  altánu Básníků, kterou sponzorovala akciová společnost Imperial. Ředitel společnosti Jiří Milský společně se spisovatelem Vladimírem Páralem pak vývěr pokřtili. Byl nazván Živá voda. Navzdory svému názvu však voda není pitná. Zdroj je označen varovnou tabulkou: „Voda není pitná ani po převaření!“

## Popis
Pramen se nachází v karlovarských lázeňských lesích v nadmořské výšce 556 metrů při Beethovenově cestě. Pod altánem se rozprostírá široká vlhká rokle porostlá olšemi, do které stékají podzemní vody. Jeden z těchto přítoků byl ještě nad roklí sveden do jímky, a dal tak vznik dostupnému zdroji pramenité vody. O stav studánky pečuje příspěvková organizace Lázeňské lesy Karlovy Vary.